# Lorentzimys nouhuysi
Lorentzimys nouhuysi  (Jentink, 1911) è un roditore della famiglia dei Muridi, unica specie del genere Lorentzimys (Jentink, 1911), endemica della Nuova Guinea .

## Etimologia
L'epiteto generico è dedicato a Hendrikus Albertus Lorentz, esploratore olandese a capo della spedizione sui Monti Maoke nella Nuova Guinea occidentale, durante la quale fu catturato l'olotipo, mentre il termine specifico è dedicato a Jan Willem van Nouhuys, altro membro della spedizione.

## Descrizione

### Dimensioni
Roditore di piccole dimensioni, con lunghezza della testa e del corpo tra 55 e 90 mm, la lunghezza della coda tra 110 e 125 mm, la lunghezza del piede tra 18,8 e 22,2 mm, la lunghezza delle orecchie tra 14,2 e 18,9 mm e un peso fino a 22,5 g.

### Caratteristiche craniche e dentarie
Il cranio presenta un profilo arcuato, una scatola cranica tondeggiante, il rostro compresso lateralmente e con le ossa nasali che si estendono leggermente oltre la linea degli incisivi. Il palato è allungato e si estende posteriormente ben oltre le linee dentarie, i due fori palatali anteriori sono brevi ma larghi, le bolle timpaniche sono relativamente grandi. Gli incisivi superiori sono lisci e proodonti, ovvero con le punte rivolte in avanti, i molari sono molto ridotti e presentano delle cuspidi ben sviluppate.
Sono caratterizzati dalla seguente formula dentaria:

### Aspetto
La pelliccia è lunga e soffice in L.n.alticola, mentre è più corta e ruvida in L.n.nouhuysi. Le parti dorsali sono bruno-rossicce, mentre quelle inferiori sono giallastre, con dei riflessi marroni. La gola è biancastra.  La testa è corta e larga, il muso è bianco oppure grigio nella sottospecie L.n.alticola. Le vibrisse sono lunghe fino a 66 mm. Le orecchie sono insolitamente strette, affusolate e con l'estremità arrotondata. I piedi sono sottili, allungati e biancastri. La coda è più lunga della testa e del corpo, è uniformemente brunastra, termina con un piccolo ciuffo di peli ed è rivestita di circa 18 anelli di scaglie per centimetro.  Le femmine hanno un paio di mammelle pettorali e due paia inguinali. Il Cariotipo è 2n=46 FN=52.

## Biologia

### Comportamento
È una specie arboricola con andatura saltatoria, attiva frequentemente di giorno. Preferisce nidificare in alberi di Pandanus, dove più adulti possono condividere il rifugio.

### Alimentazione
Si nutre di insetti, funghi e parti di piante.

### Riproduzione
Femmine con 2-4 embrioni sono state osservate nel mese di luglio.

## Distribuzione e habitat
Questa specie è endemica della Nuova Guinea.
Vive nelle foreste tropicali tra gli 80 e 2.700 metri di altitudine.

## Tassonomia
Sono state riconosciute due sottospecie:
- L.n.nouhuysi: pianure della Nuova Guinea;
- L.n.alticola (Tate & Archbold, 1941): zone montane della Nuova Guinea oltre i 500 metri di altitudine.

## Conservazione
La IUCN Red List, considerato il vasto areale e la popolazione numerosa, classifica L.nouhuysi come specie a rischio minimo (Least Concern).